# 街田リーヌ
街田 リーヌ（まちだ リーヌ、1948年3月4日 - ）は、日本のモデル。本名は黒沢 街子（旧姓：宮崎）。SOSモデルエージェンシー所属。夫は黒沢年雄、娘は黒沢レイラ。
石川県で生まれ育ち、成人してモデルとなる。パリなどでモデルショーなどを経て、黒沢と出会い黒沢からの猛アタックの結果、1976年に黒沢と結婚した。
1977年に娘のレイラを出産した。レイラも両親の影響で、女優としてデビューした（芸名は三井万裕美）。後にレイラはアメリカ合衆国に演技学校に学ぶために留学。アメリカで芸能活動ののち、アメリカ人男性と結婚。カリフォルニア州ロスアンゼルスで暮らしている。